# Beatrice Mills
Jane Beatrice Mills, contessa di Granard (Newport, 19 luglio 1883 – Parigi, 30 gennaio 1972), è stata un'ereditiera statunitense.

## Biografia
Era la figlia di Ogden Mills, e di sua moglie, Ruth T. Livingston. Aveva una sorella, Gladys e un fratello, Ogden.

### Matrimonio
Sposò, il 14 gennaio 1909, Bernard Forbes, VIII conte di Granard (17 settembre 1874-10 settembre 1948). Ebbero quattro figli:
- Lady Mary Moira Forbes (19 febbraio 1910-?), sposò in prime nozze Louis de Brantes, conte di Brantes e in seconde nozze Teo Rossi di Montelera, conte di Montelera;
- Lady Eileen Beatrice Forbes (1 luglio 1912-1993), sposò John Crichton-Stuart, V marchese di Bute, ebbero quattro figli;
- Arthur Forbes, IX conte di Granard (10 aprile 1915-1992);
- John Forbes (8 ottobre 1920-1982), sposò Joan Smith, ebbero quattro figli.

### Purosangue da corsa
La sua famiglia possedeva un allevamento di cavalli a Livingston Mansion a Staatsburg, New York. Suo padre possedeva allevamenti di cavalli da corsa sia negli Stati Uniti che in Francia, in collaborazione con Edward Stanley, XVII conte di Derby.
Il marito di Beatrice, Bernard, fu Master of the Horse le cui funzioni includevano la sorveglianza della scuderie reali. Il 29 gennaio 1929, il padre di Beatrice morì. Come parte della sua eredità, ricevette la sua scuderia di purosangue in Francia.

### Morte
Morì il 30 gennaio 1972, nella sua residenza di Parigi.